# Repostería (España)
Repostería (llamada oficialmente San Xusto da Repostería) es una parroquia española del municipio de Palas de Rey, en la provincia de Lugo, Galicia.

## Otras denominaciones
La parroquia también es conocida por los nombres de San Xusto de Repostería y San Xusto de Reposterío.

## Organización territorial
La parroquia está formada por cinco entidades de población, constando dos de ellas en el nomenclátor del Instituto Nacional de Estadística español:

### Entidades de población
Entidades de población que forman parte de la parroquia:
- Pulleiro
- San Domingos
- San Xusto
- Vilafofe

### Despoblado
Despoblado que forma parte de la parroquia:
- Outeiro

## Demografía
| Gráfica de evolución demográfica de Repostería entre 2000 y 2020 |
|                                                                  |
| Datos según el nomenclátor publicado por el INE.                 |